# Риби в България
| Разред            | Брой видове |
| ----------------- | ----------- |
| Есетроподобни     | 6           |
| Змиоркоподобни    | 1           |
| Атериноподобни    | 2           |
| Зарганоподобни    | 1           |
| Селдоподобни      | 10          |
| Шаранозъби        | 1           |
| Шараноподобни     | 51          |
| Трескоподобни     | 4           |
| Бодливкоподобни   | 2           |
| Малки прилепала   | 3           |
| Щукоподобни       | 1           |
| Морски дяволи     | 1           |
| Кефалоподобни     | 5           |
| Костуроподобни    | 87          |
| Писиеподобни      | 6           |
| Пъстървоподобни   | 9           |
| Скорпеноподобни   | 3           |
| Сомоподобни       | 3           |
| Иглообразни       | 7           |
| Светипетрови риби | 1           |
| Кръглоусти        | 2           |
| Морски котки      | 1           |
| Скатоподобни      | 1           |
| Черни акули       | 2           |
| ОБЩО:             | 210         |

## класActinopterygii-- Лъчеперки

### разредAcipenseriformesЕсетроподобни
- Сем. Acipenseridae -- Есетрови
  - род Acipenser -- Есетри
    - Acipenser gueldenstaedtii -- Руска есетра
    - Acipenser nudiventris -- Шип
    - Acipenser ruthenus -- Чига
    - Acipenser stellatus -- Пъструга
    - Acipenser sturio -- Немска есетра

  - род Huso -- Моруни
    - Huso huso -- Моруна
- Сем. Polyodontidae -- Веслоноси
  - род Polyodon
    - Polyodon spathula -- Веслонос

### разредAnguilliformes-- Змиоркоподобни
- Сем. Anguillidae -- Змиоркови
  - род Anguilla -- Змиорки
    - Anguilla anguilla -- Змиорка

### разредAtheriniformes-- Атериноподобни
- Сем. Atherinidae -- Атеринови
  - род Atherina -- Атерини
    - Atherina boyeri -- Атерина (Сребърка)
    - Atherina hepsetus -- Голяма атерина

### разредBeloniformes-- Зарганоподобни (Зарганови)
- Сем. Belonidae -- Зарганови
  - род Belone -- Заргани
    - Belone belone -- Зарган (Морска бекаса)

### разредClupeiformes-- Селдоподобни
- Сем. Clupeidae -- Селдови
  - род Alosa -- Скумрии
    - Alosa pontica -- Карагьоз
    - Alosa caspia nordmani -- Малка дунавска скумрия (Харип, Блеч)
    - Alosa caspia bulgarica -- Резовски карагьоз
    - Alosa kessleri (Alosa kessleri pontica) -- Карагьоз
    - Alosa maeotica -- Блеч
    - Alosa fallax -- Средиземноморска финта
    - Alosa tanaica -- Харип, (Малка дунавска скумрия)

  - род Clupeonella -- Езерни цаци
    - Clupeonella cultriventris -- Езерна цаца

  - род Sardina -- Сардели
    - Sardina pilchardus -- Сардела

  - род Sardinella -- Малки сардини
    - Sardinella aurita -- Малка сардина

  - род Sprattus -- Цаци
    - Sprattus sprattus -- Цаца (Шпрот, трицона, копърка)
- Сем. Engraulidae -- Хамсиеви
  - род Engraulis -- Хамсии
    - Engraulis encrasicolus -- Хамсия, Черноморска хамсия

### разредCyprinodontiformes-- Шаранозъби (Живородки)
- Сем. Poeciliidae -- Гамбузиеви
  - род Gambusia -- Гамбузии
    - Gambusia affinis -- Гамбузия

### разредCyprinoformes-- Шараноподобни
- Сем. Catostomidae -- Буфалови
  - род Ictiobus -- Буфала
- Сем. Cobitidae -- Виюнови
  - род Cobitis -- Щипоци
    - Cobitis elongata -- Голям щипок
    - Cobitis peshevi -- Малък щипок
    - Cobitis elongatoides -- Щипок (Обикновен щипок, Змиорче, Пискал)

  - род Misgurnus -- Виюни
    - Misgurnus fossilis -- Виюн

  - род Nemacheilus -- Гулеши
    - Nemacheilus barbatulus -- Гулеш
    - Nemacheilus breschi (Noemacheilus angorae bureschi) -- Струмски гулеш

  - род Sabanejewia (Sabanejwia) -- Щипоци (Балкански)
    - Sabanejewia aurata (Sabanejewia balcanica) -- Балкански щипок (Лискур, Лингур)
    - Sabanejewia bulgarica -- Дунавски (Български) щипок
- Сем. Catostomidae -- Буфалови
  - род Ictiobus -- Буфала
    - Ictiobus bubalis -- Малкоусто буфало
    - Ictiobus cyprinellus -- Голямо буфало (Риба бивол)
    - Ictiobus niger -- Черно буфало
- Сем. Cyprinidae -- Шаранови
  - род Abramis -- Платики (Косати)
    - Abramis ballerus -- Чил косат
    - Abramis bjoerkna (Blicca bjoerkna) -- Бабка (Белица)
    - Abramis brama -- Платика
    - Abramis sapa -- Немски косат

  - род Alburnoides -- Блескавци
    - Alburnoides bipunctatus -- Блескавец (Говедарка, Белица, Пръскач)

  - род Alburnus -- Уклейки
    - Alburnus alburnus -- Уклейка (Блескач, Терзийка)

  - род Aspius -- Распери
    - Aspius aspius -- Распер (Харамия)

  - род Barbus -- Мрени
    - Barbus barbus -- Бяла мряна
    - Barbus cyclolepis -- Маришка мряна
    - Barbus petenyi -- Черна (Балканска) мряна
    - Barbus tauricus -- Резовска (Приморска) мряна
    - Barbus strumicae -- Струмска мряна

  - род Carassius -- Каракуди
    - Carassius auratus -- Обикновена (Златиста, Златна) каракуда
    - Carassius carassius -- Каракуда (Сребриста каракуда)

  - род Chalcalburnus -- Уклеи
    - Chalcalburnus chalcoides -- Уклей (Брияна, Облец)

  - род Chondrostoma -- Скобари
    - Chondrostoma nasus -- Скобар (Бойник)
    - Chondrostoma vardarense -- Вардарски скобар

  - род Ctenopharyngodon -- Амури
    - Ctenopharyngodon idella -- Бял амур

  - род Cyprinus -- Шарани
    - Cyprinus carpio -- Шаран

  - род Gobio -- Кротушки
    - Gobio albipinatus -- Белопера кротушка
    - Gobio gobio -- Обикновена кротушка (Кротушка, Воденичарка, Дерменджийка)
    - Gobio kesslerii -- Балканска кротушка
    - Gobio uranoscopus -- Малка кротушка

  - род Hypophthalmichthys -- Толстолоби
    - Hypophthalmichthys molitrix -- Бял толстолоб
    - Hypophthalmichthys nobilis (Aristhichthys nobilis) -- Пъстър толстолоб

  - род Leucaspius -- Върловки
    - Leucaspius delineatus -- Върловка

  - род Leuciscus -- Речни кефали (Кленове)
    - Leuciscus borysthenicus -- Малък речен кефал
    - Leuciscus cephalus -- Речен кефал (Клен)
    - Leuciscus souffia -- Планински кефал
    - Leuciscus idus -- Мъздруга

  - род Mylopharyngodon -- Черни амури
    - Mylopharyngodon piceus -- Черен амур

  - род Pelecus -- Сабици
    - Pelecus cultratus -- Сабица

  - род Phoxinus -- Лешанки
    - Phoxinus phoxinus -- Лешанка

  - род Pseudorasbora -- Псевдоразбори
    - Pseudorasbora parva -- Псевдоразбора (Кубинка)

  - род Rhodeus -- Горчивки
    - Rhodeus sericeus amarus -- Горчивка (Попадийка, Кремаче)

  - род Rutilus -- Бабушки
    - Rutilus frisii -- Лупавец
    - Rutilus rutilus -- Бабушка

  - род Scardinius -- Червеноперки
    - Scardinius erythrophthalmus -- Червеноперка

  - род Tinca -- Линове
    - Tinca tinca -- Лин (Каленик)

  - род Vimba -- Морунажи
    - Vimba vimba -- Морунаж

### разредGadiformes-- Трескоподобни
- Сем. Gadidae -- Трескови
  - род Gaidropsarus -- Морски налими
    - Gaidropsarus mediterraneus -- Галя (Морски налим)

  - род Lota -- Михалци
    - Lota lota -- Михалца (Налим)

  - род Merlangus (Odontogadus) -- Меджиди
    - Merlangus merlangus -- Меджид

  - род Merluccius (Merlucius) -- Мерлузи
    - Merluccius merluccius -- Мерлуза

### разредGasterosteiformes-- Бодливкоподобни (Бодливки)
- Сем. Gasterosteidae -- Бодливкови
  - род Gasterosteus -- Трииглени бодливки
    - Gasterosteus aculeatus -- Трииглена бодливка (Триигла бодливка, Кедринка)

  - род Pungitius -- Деветиглени бодливки
    - Pungitius platygaster -- Деветиглена бодливка (Малка бодливка)

### разредGobiesociformes-- Малки прилепала
- Сем. Gobiesocidae -- Малки прилепала
  - род Diplecogaster -- Петнисти прилепала
    - Diplecogaster bimaculata -- Петнисто прилепало

  - род Lepadogaster -- Обикновени прилепала
    - Lepadogaster candollei -- Дебеломуцунесто прилепало
    - Lepadogaster lepadogaster -- Обикновено прилепало

### разредEsociformes-- Щукоподобни
- Сем. Esocidae -- Щукови
  - род Esox -- Щуки
    - Esox lucius -- Щука

### разредLophiiformes-- Морски дяволи
- Сем. Lophiidae -- Морски дяволи (Риби въдичари)
  - род Lophius -- Морски дяволи
    - Lophius piscatorius -- Морски дявол

### разредMugiliformes-- Кефалоподобни
- Сем. Mugilidae -- Кефалови
  - род Liza -- Иларии
    - Liza aurata -- Платерина
    - Liza saliens -- Илария
    - Liza ramado -- Тънкоуст кефал

  - род Mugil -- Морски кефали
    - Mugil cephalus -- Морски кефал
    - Mugil soiuy -- Кефал пелингас

### разредPerciformes-- Костуроподобни (Бодлоперки)
- Сем. Ammodytidae -- Пясъчници
  - род Gymnammodytes -- Уви
    - Gymnammodytes cicerelus -- Ува (Пясъчница)
- Сем. Blennidae -- Морски кучки
  - род Blennius -- Морски кучки (род)
    - Blennius ocellaris -- Риба пеперуда
    - Blennius pavo (Lipophris pavo) -- Морски паун (Очилата морска кучка)
    - Blennius sanguinolentus (Parablennius sanguinolentus) -- Ръждива (Червеноивичеста) морска кучка
    - Blennius sphinx (Aidablennius sphinx) -- Малка морска кучка (Сфинкс (риба))
    - Blennius tentacularis -- Рогата морска кучка
    - Blennius zvonimiri (Parablennius zvonimiri) -- Морска кучка (Звонимира)

  - род Coryphoblennius (Blennius) -- Качулати морски кучки
    - Coryphoblennius galerita (Blennius galerita) -- Качулата (Безпипална) морска кучка
- Сем. Callionymidae -- Морски мишки
  - род Callionymus -- Морски мишки (род)
    - Callionymus belenus -- Малка морска мишка
    - Callionymus festivus -- Ивичеста морска мишка
- Сем. Carangidae -- Сафридови
  - род Lichia -- Лихии
    - Lichia amia -- Лихия

  - род Naucrates -- Риби лоцмани
    - Naucrates ductor -- Риба лоцман

  - род Trachurus -- Сафриди
    - Trachurus mediterraneus -- Черноморски сафрид
    - Trachurus trachurus -- Атлантическо-средиземноморски сафрид
- Сем. Centracanthidae (Maenidae) -- Смаридови
  - род Spicara (Maena) -- Смариди
    - Spicara alcedo -- Вретенест (Грациозен) смарид
    - Spicara maena -- Мелона (Тъмен смарид)
    - Spicara smaris -- Смарид
- Сем. Centratchidae -- Слънчеви риби
  - род Lepomis -- Слънчеви риби
    - Lepomis gibbosus -- Слънчева риба
- Сем. Echeneidae -- Прилепала
  - род Echeneis -- Прилепала (род)
    - Echeneis naucrates -- Прилепало
- Сем. Gobiidae -- Попчета
  - род Aphia -- Стъкленки
    - Aphia minuta -- Стъкленка (Малко далаче)

  - род Benthophiloides -- Пъстри попчета
    - Benthophiloides brauneri -- Шабленско (Пъстро) попче

  - род Benthophilus (Benthophiloides) -- Звездовидни попчета
    - Benthophilus stellatus (Benthophiloides stellatus) -- Звездовидно (Пъпчесто) попче

  - род Chromogobius -- Мраморноглави попчета
    - Chromogobius quadravittatus -- Мраморноглаво попче

  - род Gobius -- Обикновени попчета
    - Gobius bucchichi -- Ивичесто попче
    - Gobius cobitis -- Змиевидно попче
    - Gobius niger -- Черно попче
    - Gobius ophiocepholus (Zosterisessor ophiocepholus) -- Тревно попче
    - Gobius paganellus -- Скално попче

  - род Knipowitschia --
    - Knipowitschia caucasica -- Кавказко попче
    - Knipowitschia longocaudata -- Дългоопашато попче

  - род Mesogobius -- Средни попчета
    - Mesogobius batrachocephalus -- Лихнус
    - Mesogobius gymnotrachelus -- Малко плоскоглаво попче

  - род Neogobius -- Нови попчета
    - Neogobius cephalarges -- Широкоглаво попче
    - Neogobius cephalargoides -- Попче на Пинчук
    - Neogobius fluviatilis -- Пясъчно (Речно) попче
    - Neogobius kessleri -- Кеслерово попче
    - Neogobius melanostomus -- Стронгил
    - Neogobius platyrostris -- Дебелоусто (Кафяво) попче
    - Neogobius ratan -- Ратан
    - Neogobius syrman -- Сирман

  - род Pomatoschistus -- Малки попчета
    - Pomatoschistus microps -- Пъстро попче
    - Pomatoschistus minutus -- Малко попче

  - род Proterorhinus -- Мраморни попчета
    - Proterorhinus marmoratus -- Мраморно попче
- Сем. Labridae -- Зеленушкови (Зеленушки)
  - род Coris -- Юнкери (риби)
    - Coris julus -- Морски юнкер

  - род Crenilabrus (Symphodus) -- Зеленушки
    - Crenilabrus ocellatus -- Очилата зеленушка
    - Crenilabrus tinca -- Зеленушка (Лапина)

  - род Symphodus (Crenilabrus) -- Лапини
    - Symphodus cinereus -- Сива лапина
    - Symphodus roissali -- Петниста лапина
- Сем. Mullidae -- Барбуневи
  - род Mullus -- Барбуни
    - Mullus barbatulus -- Барбуня (Султанка)
- Сем. Ophidiidae -- Еврейски попчета
  - род Ophidion -- Еврейски попчета (род)
    - Ophidion rochei -- Еврейско попче
- Сем. Percidae -- Костурови
  - род Gymnocephalus -- Бибани
    - Gymnocephalus baloni -- Високотел бибан
    - Gymnocephalus cernuus -- Обикновен бибан (Ропец)
    - Gymnocephalus schraetzer -- Ивичест бибан

  - род Perca -- Костури
    - Perca flavescens -- Жълт костур (?)
    - Perca fluviatilis -- Речен костур

  - род Sander (Stizostedion) -- Бели риби
    - Sander lucioperca (Stizostedion lucioperca) -- Бяла риба (Смадок)
    - Sander marina -- Морска бяла риба
    - Sander volgense -- Малка (Волжка) бяла риба

  - род Zingel -- Вретенарки
    - Zingel streber -- Малка вретенарка
    - Zingel zingel -- Голяма вретенарка
- Сем. Pomatomidae -- Леферови
  - род Pomatomus -- Лефери
    - Pomatomus saltatrix -- Лефер
- Сем. Sciaenidae -- Минокопови
  - род Sciaena -- Морски врани
    - Sciaena umbra -- Морска врана

  - род Umbrina -- Минокоп
    - Umbrina cirrosa -- Минокоп (Мелакоп, Умбрина)
- Сем. Scombridae -- Скумриеви
  - род Euthynnus -- Малък тунец (род)
    - Euthynnus alleteratus -- Малък тунец

  - род Sarda -- Паламуди
    - Sarda sarda -- Паламуд (Циганка, Торук)

  - род Scomber -- Скумрии
    - Scomber japonicus -- Кольос (Атлантическо-средиземноморска скумрия)
    - Scomber scombrus -- Скумрия (Обикновена скумрия)

  - род Thunnus -- Тунец (род)
    - Thunnus thunnus -- Тунец
- Сем. Serranidae -- Морски костури
  - род Morone -- Лавраци
    - Morone labrax -- Лаврак (Морски вълк)

  - род Serranus -- Морски костури
    - Serranus cabrilla -- Ханос
    - Serranus scriba -- Морски (Каменен) костур
- Сем. Sparidae -- Спаридови
  - род Boops -- Гопи
    - Boops boops -- Гопа

  - род Dentex -- Зъбари
    - Dentex dentex -- Зъбар (Синегрид)

  - род Diplodus -- Морски каракуди
    - Diplodus anularis -- Морска каракуда (Спари, Спарид)
    - Diplodus sargus -- Ивичеста морска каракуда
    - Diplodus vulgaris -- Обикновена морска каракуда

  - род Lithognathus (Pagellus) -- Спариди
    - Lithognathus mormyrus -- Спарид

  - род Oblada -- Меланури
    - Oblada melanura -- Меланура

  - род Pagellus -- Мерджани
    - Pagellus erythrinus -- Мерджан

  - род Puntazzo -- Морски хиени
    - Puntazzo puntazzo -- Морска хиена

  - род Sarpa (Boops) -- Салпи
    - Sarpa salpa -- Салпа (Златоретица)

  - род Sparus -- Коцеви
    - Sparus aurata -- Коца (Ципура, Чипура)

  - род Spondiliosoma -- Кантари (риби)
    - Spondiliosoma cantarus -- Кантар (риба)
- Сем. Sphyraenidae -- Морски щуки
  - род Sphyraena -- Морски щуки
    - Sphyraena sphyraena -- Морска щука
- Сем. Trachinidae -- Морски дракони
  - род Trachinus -- Морски дракони (род)
    - Trachinus draco -- Морски дракон
- Сем. Xiphiidae -- Меченосци
  - род Xiphias -- Риби меч
    - Xiphias gladius -- Риба меч
- Сем. Uranoscopidae -- Звездобройци
  - род Uranoscopus -- Звездобройци (род)
    - Uranoscopus scaber -- Звездоброец (Морска жаба, Морско биволче)

### разредPleuronectiformes-- Писиеподобни
- Сем. Bothidae
  - род Arnoglossus -- Калканчета
    - Arnoglossus kessleri -- Кеслерово калканче
- Сем. Pleuronectidae -- Писиеви
  - род Platichthys -- Писии
    - Platichthys flesus -- Писия
- Сем. Scophthalmidae -- Калканови
  - род Scophthalmus -- Калкани
    - Scophthalmus maeoticus -- Черноморски калкан
    - Scophthalmus rhombus -- Средиземноморски калкан

  - род Psetta
    - Psetta maxima -- Калкан
- Сем. Soleidae -- Морски езици
  - род Pegusa -- Морски езици
    - Pegusa lascaris -- Морски език

### разредSalmoniformesПъстървоподобни
- Сем. Salmonidae -- Пъстървови
  - род Coregonus -- Сигове (Пеледи)
    - Coregonus albula -- Рипус (Европейска ряпушка)
    - Coregonus lavaretus -- Чудски сиг
    - Coregonus peled -- Пелед

  - род Hucho -- Дунавски пъстърви
    - Hucho hucho -- Дунавска пъстърва

  - род Oncorhynchus -- Американски пъстърви
    - Oncorhynchus mykiss -- Дъгова пъстърва

  - род Salmo -- Пъстърви
    - Salmo salar -- Езерна сьомга
    - Salmo trutta -- Речна (Балканска) пъстърва (Балканка)
      - Salmo trutta fario -- Балканска пъстърва
      - Salmo trutta labrax -- Черноморска пъстърва

  - род Salvelinus -- Сивени
    - Salvelinus fontinalis -- Сивен

  - род Thymallus -- Липани
    - Thymallus thymallus -- Липан

### разредScorpaeniformes-- Скорпеноподобни
- Сем. Cottidae -- Главочи
  - род Cottus -- Главочи
    - Cottus gobio -- Главоч
- Сем. Scorpaenidae -- Морски скорпиони
  - род Scorpaena -- Скорпиди
    - Scorpaena porcus -- Скорпид (Скорпена, Морски скорпион)
- Сем. Triglidae -- Морски лястовици
  - род Trigla -- Морски лястовици
    - Trigla lucerna -- Морска лястовица

### разредSiluriformes-- Сомоподобни
- Сем. Ictaluridae -- Канални сомове (Котешки сомове)
  - род Ictalurus -- Канални сомове (Котешки сомове)
    - Ictalurus nebulosus (Ameiurus nebulosus) -- Американски сом
    - Ictalurus punctatus -- Канален сом (Котешки сом)
- Сем. Siluridae -- Сомови
  - род Silurus -- Сомове
    - Silurus glanis -- Сом

### разредSyngnathiformes-- Иглообразни
- Сем. Syngnathidae -- Иглови
  - род Hippocampus -- Морски кончета
    - Hippocampus guttulatus -- Морско конче

  - род Nerophis -- Морски шила
    - Nerophis ophidion -- Морско шило

  - род Syngnathus -- Морски игли (род)
    - Syngnathus nigrolineatus (Syngnathus abaster) -- Късомуцунеста игла
    - Syngnathus schmidti -- Шипчеста игла
    - Syngnathus tenuirostris -- Тънкомуцунеста игла
    - Syngnathus typhle -- Високомуцунеста игла
    - Syngnathus variegatus -- Дебеломуцунеста игла

### разредZeiformes-- Светипетрови риби
- Сем. Zeidae -- Светипетрови риби (семейство)
  - род Zeus -- Светипетрови риби (род)
    - Zeus faber -- Светипетрова риба

## класCephalaspidomorphi-- Миноги (Безчелюстни)

### разредPetromyzontiformes-- Миноги (Кръглоусти)
- Сем. Petromyzontidae -- Миногови
  - род Eudontomyzon -- Дунавски миноги
    - Eudontomyzon danfordi -- Дунавска минога

  - род Lampetra -- Ручейни миноги
    - Lampetra planeri -- Ручейна (европейска) минога

## класChondrichthyes-- Хрущялни (Хрущялни риби)

### разредMyliobatiformes-- Морски котки
- Сем. Dasyatidae -- Морски котки
  - род Dasyatis -- Морски котки
    - Dasyatis pastinaca -- Морска котка

### разредRajiformes-- Скатоподобни (Морски лисици)
- Сем. Rajidae -- Скатове (Морски лисици)
  - род Raja -- Морски лисици
    - Raja clavata -- Морски лисици

### разредSqualiformes-- Черни (бодливи) акули
- Сем. Squalidae -- Черни (бодливи) акули
  - род Squalus -- Бодливи акули
    - Squalus acanthias -- Черноморска акула (Черноморска бодлива акула, Морско куче)
    - Squalus blainville -- Малка акула (Малка бодлива акула)